# Skotovói járás
A Skotovói járás (oroszul Шко́товский райо́н) Oroszország egyik járása a Tengermelléki határterületen. Székhelye Szmoljanyinovo.

## Népesség
- 1989-ben 111 460 lakosa volt.
- 2002-ben 25 809 lakosa volt.
- 2010-ben 24 511 lakosa volt.